# Chabuata rufilinea
Chabuata rufilinea là một loài bướm đêm trong họ Noctuidae.